# Tân Thanh, Giồng Trôm
Tân Thanh là một xã thuộc huyện Giồng Trôm, tỉnh Bến Tre, Việt Nam.
Xã Tân Thanh có diện tích 17,11 km², dân số năm 1999 là 12.292 người, mật độ dân số đạt 718 người/km².